# Михаил (Вивчар)
Михаил Вивчар (укр. Михаїл Вівчар, англ. Michael Wiwchar; род. 9 мая 1932, Манитоба, Канада) — епископ чикагский Украинской грекокатолической церкви с 2 июля 1993 года по 20 ноября 2000 год, епископ саскатунский с 20 ноября 2000 года по 2 мая 2008 год, член монашеской конгрегации редемптористов.

## Биография
Михаил Вивчар родился 9 мая 1932 года в Канаде.
После получения среднего образования вступил в монашескую конгрегацию редемптористов. В 1956 году принял вечные монашеские обеты. Изучал богословие в коллегии святого Павла в Виннипеге и университете святого Павла в Оттаве. 28 июня 1959 года Михаил Вивчар был рукоположён в священника, после чего служил в различных грекокатолических приходах в Манитобе и Саскачеване.
2 июля 1993 года Римский папа Иоанн Павел II назначил Михаила Вивчара чикагским епископом. 28 сентября 1993 года состоялось рукоположение Михаила Вивчара, которое совершил архиепископ виннипегскиий Михаил Бздель в сослужении с епископом Иннокентием Лотоцким.
20 ноября 2000 года Михаил Вивчар был назначен епископом саскатунским. С 9 декабря 2000 года по 25 марта 2003 год был апостольским администратором Чикагской архиепархии.
2 мая 2008 года Михаил Вивчар вышел на пенсию.